# Fantasma (DC Comics)
Il Fantasma (in inglese Phantasm), il cui vero nome è Andrea Beaumont, è un personaggio immaginario del DC Animated Universe, creato da Alan Burnett e Paul Dini. È una supercriminale e avversaria di Batman, introdotta per la prima volta nel film d'animazione Batman - La maschera del Fantasma del 1993. Nella versione originale, Dana Delany presta la voce ad Andrea Beaumont, mentre Stacy Keach doppia il personaggio quando indossa la maschera del Fantasma, con una voce maschile modificata elettronicamente.
Nel film, Andrea Beaumont, un tempo fidanzata di Bruce Wayne, assume il ruolo di antagonista principale. Spinta dal desiderio di vendetta, Andrea dà la caccia agli uomini responsabili dell'omicidio di suo padre.
Il personaggio di Andrea Beaumont/Fantasma è apparso occasionalmente anche nei fumetti dedicati a Batman, spesso raffigurata come un'abile assassina o mercenaria. Compare anche nella seconda stagione della serie animata Justice League Unlimited.

## Concezione e sviluppo
a sceneggiatura di Batman - La maschera del Fantasma è stata scritta da Alan Burnett, Martin Pasko, Paul Dini e Michael Reaves. Pasko si è concentrato sulla scrittura delle sequenze in flashback, incluse quelle che esplorano il passato di Andrea, mentre Reaves ha curato la sceneggiatura della resa dei conti finale tra Batman, il Fantasma e il Joker. L'interpretazione vocale di Dana Delany impressionò i produttori a tal punto che le affidarono successivamente il ruolo di Lois Lane nella serie animata Superman.
Il personaggio di Andrea Beaumont trae ispirazione da Judson Caspian (il Mietitore/Reaper) e da sua figlia Rachel, figure centrali della miniserie Batman: Anno due. Il costume del Fantasma è stato disegnato da Bruce Timm, basandosi su una descrizione iniziale di Alan Burnett che si ispirava alla figura della morte personificata. Burnett desiderava che l'aspetto del personaggio richiamasse lo spirito del Natale Futuro, una somiglianza che viene sottolineata anche dal Joker nel corso del film. Timm ha elaborato circa 20 diversi design per il personaggio prima di creare una versione definitiva.

## Biografia del personaggio

### Il fidanzamento con Bruce Wayne
Andrea Beaumont è la figlia di Carl Beaumont, un uomo d'affari di successo indebitato con il boss mafioso di Gotham City, Salvatore Valestra. Ignara della gravità dei problemi paterni, Andrea visita la tomba di sua madre al cimitero. Qui incontra il giovane miliardario Bruce Wayne, anch'egli in visita alla tomba dei propri genitori. Tra i due nasce un'immediata sintonia, sentimento che mette in discussione la decennale promessa di Bruce di dedicare la sua vita alla lotta contro il crimine a Gotham. L'amore per Andrea e la felicità che lei gli dona lo fanno vacillare per la prima volta dalla morte dei suoi genitori.
La situazione precipita quando Valestra esige da Carl l'immediato pagamento del debito entro 24 ore. Impossibilitato a reperire la somma richiesta entro il termine stabilito, Carl è costretto a fuggire, portando Andrea con sé. Realizzando che Andrea lo sta abbandonando per sempre, Bruce, distrutto dal dolore, decide di onorare definitivamente la sua promessa iniziale, indossando per la prima volta il mantello e il cappuccio di Batman. Carl e Andrea cercano di rifarsi una vita altrove, ma vengono traditi dal vecchio collaboratore di Carl, Arthur Reeves. Dopo che Carl gli nega un aiuto finanziario, Reeves rivela la loro posizione a Valestra. Valestra incarica quindi un suo sicario di eliminare Carl Beaumont. Andrea, impotente, assiste all'omicidio. Distrutta dal dolore e consumata dal desiderio di vendetta, Andrea dedica gli anni successivi a prepararsi per eliminare tutti i responsabili della morte di suo padre.

### Nei panni del Fantasma
Il Fantasma fa la sua prima apparizione eliminando Chuckie Sol, uno degli uomini di Valestra, proprio mentre Batman sta inseguendo quest'ultimo. Immune ai proiettili, il Fantasma provoca l'incidente in cui Sol precipita con l'auto da un parcheggio multipiano, perdendo la vita. A causa della somiglianza della sua silhouette con quella del Cavaliere Oscuro, Batman viene erroneamente accusato dell'omicidio e la polizia inizia a dargli la caccia. Poco dopo, Andrea Beaumont torna a Gotham City e riprende i contatti con Arthur Reeves. Visitando la tomba di sua madre, Andrea nota Batman che la osserva dalla tomba dei Wayne; riconoscendo il luogo del loro primo incontro, deduce immediatamente che dietro la maschera si cela Bruce Wayne.
Successivamente, il Fantasma uccide Buzz Bronski al cimitero, mentre questi visita la tomba di Sol. Bronski cade in una fossa aperta e viene schiacciato da una statua funeraria abbattuta dal Fantasma. Mentre Batman inizia a sospettare che dietro la maschera del Fantasma possa celarsi Carl Beaumont, Sal Valestra, terrorizzato, chiede protezione al Joker. Quest'ultimo, intuendo che l'assassino non è Batman, uccide Valestra con il suo gas letale e ne usa il corpo come esca per il Fantasma. Dopo che il Fantasma sopravvive all'esplosione della villa di Valestra (innescata dal Joker), Batman lo insegue, ma l'avversario svanisce poco prima dell'arrivo della polizia. Nella concitata fuga dalla polizia, Batman perde la maschera, rivelando la sua identità ad Andrea, che lo stava osservando.
Andrea soccorre Bruce, portandolo a Villa Wayne. Qui gli rivela la verità sulla sua improvvisa partenza anni prima e gli confessa i suoi sentimenti, lasciando intendere che potrebbe ancora accettare la proposta di matrimonio fattale da Bruce in passato. Nel frattempo, il Joker affronta Arthur Reeves, avvertendolo che il vero pericolo è il Fantasma, non Batman. Subito dopo, lo avvelena con il suo gas esilarante. All'ospedale, interrogando Reeves in punto di morte, Batman scopre che l'assassino di Carl Beaumont fu proprio il sicario di Valestra (che in seguito sarebbe diventato il Joker). Comprendendo che Carl non può essere il Fantasma, Batman deduce finalmente la verità: il Fantasma è Andrea. Capisce anche che il Joker ora le dà la caccia per eliminarla prima che sia lei a ucciderlo.
Batman interviene proprio mentre Andrea sta per uccidere il Joker nel suo covo allestito nella vecchia Fiera Mondiale di Gotham, implorandola di rinunciare alla vendetta ("Cosa risolverà questa vendetta?"). Mentre Batman affronta il Joker, quest'ultimo attiva gli esplosivi per distruggere l'intera area. Nel caos che segue, Andrea afferra il Joker e, tra fumo ed esplosioni, scompare con lui, dicendo addio a Bruce e permettendogli di fuggire prima del crollo definitivo. Andrea sopravvive, ma lascia Gotham City e la vita di Bruce Wayne per sempre, lasciandogli solo un medaglione come ultimo ricordo nella Batcaverna.

### Anni dopo
Decenni dopo gli eventi narrati in Batman - La maschera del Fantasma, un'anziana Andrea Beaumont fu contattata da Amanda Waller per un progetto segreto volto a creare un nuovo Batman. Waller, avendo manipolato geneticamente Warren McGinnis affinché fosse il padre biologico di un figlio con il DNA di Bruce Wayne (Terry McGinnis), incaricò Andrea, nuovamente nei panni del Fantasma, di assassinare Warren e sua moglie Mary davanti al piccolo Terry. L'obiettivo di Waller era replicare il trauma infantile che aveva forgiato Bruce Wayne, sperando che la tragica perdita dei genitori spingesse Terry a seguire le sue orme. Tuttavia, giunta sul punto di compiere l'omicidio, Andrea non riuscì a portare a termine l'incarico, realizzando che un simile atto avrebbe tradito i principi stessi di Batman.
Tornata da Waller, Andrea espresse fermamente il suo rifiuto, sostenendo che traumatizzare deliberatamente un bambino andava contro tutto ciò in cui Batman credeva. Sorprendentemente, riuscì a convincere l'inflessibile Waller ad abbandonare definitivamente il piano. Grazie all'intervento di Andrea, Warren e Mary McGinnis furono risparmiati e poterono crescere Terry (e in seguito avere un secondo figlio, Matt). Anni dopo, Terry McGinnis sarebbe comunque diventato il nuovo Batman, ma in circostanze diverse: a seguito dell'omicidio di suo padre Warren per mano di Derek Powers.

## Fumetti
Il debutto fumettistico del Fantasma avviene nel 1996 nell'albo The Batman and Robin Adventures Annual , collegato alla serie animata Le avventure di Batman. Successivamente, è protagonista della miniserie Batman Adventures: Shadows and Masks, dove Andrea si infiltra nell'organizzazione di Maschera Nera, la Società delle False Facce., 2014). La serie DC Comics Bombshells, ambientata durante la seconda guerra mondiale, presenta una versione alternativa del personaggio di Andrea Beaumont.

## Videogiochi
Nel videogioco prequel Batman: Arkham Origins (2013), appartenente alla saga Batman: Arkham, il giocatore può trovare delle cartoline provenienti da Roma e Parigi, inviate da Andrea Beaumont a Bruce Wayne.

## Merchandise
In concomitanza con l'uscita del film nel 1993, la Kenner produsse un'action figure del Fantasma. Tuttavia, la confezione includ In questa storia, Andrea si confronta con Bruce a Villa Wayne, chiedendogli di non ostacolarla. Batman la respinge, definendola un'assassina ("killer") e ritenendola non più degna della sua considerazione. Nel corso della storia, il Fantasma si scontra anche con Batgirl e tenta di eliminare Maschera Nera. Inoltre, induce con l'inganno Arthur Reeves al suicidio.

## Altre versioni
In Batman: Li'l Gotham, la maschera del Fantasma è visibile come Easter egg nella Batcaverna.
La serie DC Comics Bombshells, ambientata durante la seconda guerra mondiale, presenta una versione alternativa del personaggio.

## Curiosità
Nell'episodio Epilogo (Epilogue) di Justice League Unlimited, Andrea Beaumont non ha battute doppiate in lingua originale; le sue azioni vengono descritte dalla narrazione fuori campo di Amanda Waller. In questa apparizione, ambientata nel futuro, il suo caratteristico guanto-falce appare tecnologicamente più avanzato.